# Kaukasusoorlog
De Kaukasusoorlog (Russisch: Кавказская война), ook bekend als de Russische invasie van de Kaukasus, was een oorlog tussen het Russische Rijk aan de ene kant en de volkeren van Dagestan, Tsjetsjenië en de Noordelijke Kaukasus aan de ander kant, in Rusland vaak aangeduid onder de verzamelnaam Circassiërs. De oorlog duurde van 1817 tot 1864 en bestond uit een serie militaire acties van Rusland, die erop gericht waren het gebied in te lijven bij het Russische Rijk. Dit conflict vormde de basis voor veel hedendaagse conflicten in het gebied.
De oorlog vond plaats tijdens de regeringen van de tsaren Alexander I, Nicolaas I en Alexander II. De belangrijkste Russische generaals waren Aleksej Jermolov (1816-1827), Michail Vorontsov (1844-1853) en Aleksandr Barjatinski (1853-1856). De Russische schrijvers Michail Lermontov en Lev Tolstoj namen deel aan de oorlog en de Russische dichter Aleksandr Poesjkin haalde de oorlog aan in zijn gedicht De gevangene van de Kaukasus uit 1821.
De Russische invasie werd gekenmerkt door sterk verzet van de lokale bevolking en door problemen binnen het Russische Rijk, hetgeen de lange duur van de oorlog verklaart. De oorlog is op te delen in drie perioden:
De eerste periode eindigde met de dood van Alexander I en de Decembristenopstand in 1825 en leidde tot slechts weinig successen tegen "een handvol barbaren", wanneer het vergeleken wordt met de Russische successen tijdens de veldtocht van Napoleon naar Rusland. 
Van 1825 tot 1830 was het rustig aan het front, doordat het Russische Rijk verwikkeld was in de Achtste Russisch-Turkse Oorlog (1828-1829) en de Tweede Russisch-Perzische oorlog (1826-1828). Nadat men hier een aantal grote successen behaalde, werd de strijd in de Kaukasus voortgezet. Leiders als Ghazi Mollah, Gamzat-bek en Hazji Moerad zorgden echter voor een grote tegenstand, die nog werd versterkt onder de legendarische imam Sjamil, die de bergbewoners leidde van 1834 tot zijn gevangenname in 1859 door Dmitri Miljoetin. De tweede periode eindigde met een wapenstilstand tussen de Russen en Imam Sjamil in 1855, waardoor het Russische Rijk zich bezig kon houden met de Krimoorlog. 
In hetzelfde jaar werd de wapenstilstand echter verbroken en zette de strijd zich voort. De strijd eindigde min of meer met de gevangenname van Imam Sjamil, waarna deze trouw had gezworen aan de tsaar en in Centraal-Rusland ging wonen, en de verovering van de Noordelijke Kaukasus door de Russische Legers. De oorlog werd verklaard als beëindigd per tsaristische oekaze op 2 juni (21 mei O.S.) 1864.